# Silvio Siripong Charatsri
Silvio Siripong Charatsri (ur. 10 grudnia 1959 w Ban Nok Kwaek) – tajski duchowny rzymskokatolicki, w latach 2009–2023 biskup Chanthaburi, biskup Ratchaburi od 2023.